# Trương Triệu Huy
Trương Triệu Huy (giản thể: 张兆辉; phồn thể: 張兆輝; Tiếng Anh: Eddie Cheung) (sinh 4 tháng 2 năm 1963) là một diễn viên Hồng Kông đến từ Quảng Đông, nổi tiếng từ cuối thập niên 80. Ông là nam nghệ sĩ kỳ cựu thuộc khóa đào tạo diễn xuất thứ 11 của TVB năm 1982.

## Tiểu sử
Trương Triệu Huy sinh trưởng trong gia đình trung lưu có ba người con tại Hồng Kông, anh là con thứ, cũng là con trai duy nhất của gia đình, anh có một người chị gái và một người em gái.
19 tuổi, Trương Triệu Huy gia nhập làng giải trí Hồng Kông bằng con đường tham gia vào lớp đào tạo diễn xuất của TVB năm 1982. Anh khởi nghiệp bằng các vai diễn nhỏ tại TVB. Năm 1982, anh tham giai vai con trai thứ của dì Tôn trong sê-ri phim hài Hong Kong 82. Năm 1986 Trương Triệu Huy đóng vai chính đầu tiên trong sê-ri phim Siblings Of Vice And Virtue (Thần thám CID).
Sau vai chính đầu tiên thành công với hình tượng một cảnh sát trẻ dũng cảm trong Thần thám CID, anh được giám chế Lương Gia Thụ tin tưởng giao cho vai chính nặng ký Điền Vĩnh Thái trong bộ phim được đầu tư lớn nhất của TVB trong năm 1986 "Mười năm vàng son", cùng với nhiều ngôi sao nổi tiếng khác trong phim như: Thích Mỹ Trân, Lưu Gia Linh, Tăng Hoa Thiên, Quan Lễ Kiệt, Ngô Mạnh Đạt, Âu Dương Chấn Hoa...., bộ phim gặt hái được thành công, lọt top 100 phim truyền hình hay nhất mọi thời đại của truyền hình Hoa Ngữ (vị trí thứ 31). Cũng nhờ vai diễn Điền Vĩnh Thái tên tuổi của anh bắt đầu nổi tiếng và nó đã trở thành vai diễn tiêu biểu trong sự nghiệp đóng phim truyền hình của Trương Triệu Huy. Sau vai diễn này, anh tiếp tục thành công với các bộ phim đình đám như: phim Biên thành lãng tử (vai Diệp Khai) (1989), phim Danh môn (vai Đoạn Ngọc Đỉnh) (1987).
Những năm 1990 (từ 1990 - 1996), anh được xem là tiểu sinh hàng đầu của TVB, anh tham gia rất nhiều các bộ phim truyền hình cũng như với vai trò khách mời trong các phim điện ảnh, những phim tiêu biểu của anh trong giai đoạn này bao gồm: Tôi yêu vườn hoa hồng (vai Tạ Địch Văn, hợp diễn cùng Viên Vịnh Nghi) (1991), Thư hùng bịp vương (Kẻ lừa đảo trung thực) (vai Kha Bình Thản, đóng cặp với Châu Hải My) (1993), Lò Võ Thiếu Lâm (vai Khổng Đề) (1993), Ma đao hiệp tình (vai Khúc Nhẫn) (1993),đặc biệt là vai Quan Thiên Âm trong phim Mối tình nồng thắm (1995) (đóng cùng Châu Hải My và La Gia Lương).

Tuy nhiên từ 1997 - 2000, sự nghiệp của anh có dấu hiệu đi xuống, từ vị trí tiểu sinh chuyên đóng vai chính, anh bị đẩy xuống hàng vai thứ và vai phụ do có mâu thuẫn với nhà đài.
Tuy vậy trong năm 2001, anh vẫn kịp gây ấn tượng với vai Dương Tiêu trong Ỷ thiên đồ long ký và vai Hoàng Thượng trong Vẻ đẹp bị đánh cắp .
Đến năm 2002, sau khi tham gia bộ phim Lofty Water Verdant Bow, rời bỏ TVB, anh quyết định mở rộng sự nghiệp diễn xuất của mình lên màn ảnh rộng. Nhờ vào kỹ năng diễn xuất cá tính của mình, Trương Triệu Huy đã trở thành một sự lựa chọn sáng giá cho các đạo diễn, anh xuất hiện trong rất nhiều phim của đạo diễn Đỗ Kỳ Phong như Running on Kama, Breaking News, Election, Election 2, Exiled, Murderer, Bruce Lee, My Brother, The Detective 2, Life without Principle...
Năm 2013, anh trở lại màn ảnh nhỏ với vai diễn ấn tượng sếp Go Go trong phim Thần thương thư kích, sự tái kết hợp với người tình màn ảnh một thời Châu Hải My .
Năm 2014, bộ phim điện ảnh kinh dị với kinh phí thấp "Twilight online" mà anh tham gia đóng vai chính cùng với dàn diễn viên trẻ bất ngờ thành công trên trường quốc tế giúp anh khẳng định tên tuổi của mình trên ảnh đàn với 2 giải thưởng quốc tế, phim cũng nằm trong top 10 phim ăn khách khi công chiếu tại Hồng Kông..
Ngoài đóng phim, anh còn có sự nghiệp kinh doanh phát đạt với hàng loạt cửa hàng mỹ phẩm nổi tiếng tại Hồng Kông..

## Vai diễn đáng chú ý
- Khủng bố tại tuyến (vai Thanh tra Gu)
- Nhu đạo long hổ bang (vai Đại ca Savage)
- Đại hòa thượng (vai Đội trưởng Chung)
- Mười năm vàng son (phim 1986) (vai Điền Vĩnh Thái)
- Biên thành lãng tử (vai Diệp Khai)
- Danh môn (vai Đoạn Ngọc Đỉnh)
- Mối tình nồng thắm (vai Quan Thiên Âm)
- Phương Thế Ngọc & vua Càn Long (vai Càn Long)
- Thần thám CID (vai Lưu Chấn Huy)
- Tôi yêu vườn hoa hồng (vai Tạ Địch Văn)
- Thư hùng bịp vương (vai Kha Bình Thản)

## Giải thưởng & đề cử
Năm 2004, vai diễn Thanh tra Chung của "Running on Karma" (Đại hòa thượng) giúp anh lần đầu tiên được đề cử với Hạng mục "Nam diễn viên phụ xuất sắc nhất" tại Giải thưởng điện ảnh Hồng Kông (Kim tượng/Hongkong Film Awards) lần thứ 23 (2004).Cũng trong năm này, anh tiếp tục được đề cử tại giải thưởng điện ảnh Kim Mã lần thứ 40 với Hạng mục "Nam diễn viên phụ xuất sắc nhất" nhờ vào vai diễn ấn tượng trong phim Nhu đạo long hổ bang (Throw down).
Năm 2005, cuối cùng, sau nhiều lần được đề cử, anh nhận được giải thưởng Nam diễn viên phụ xuất sắc nhất tại giải thưởng điện ảnh Chinese Film Media awards, trước đó anh cũng được đề cử tại Giải thưởng Golden Bauhinia Awards lần thứ 10 - 2005..
Năm 2010, lần đầu tiên anh nhận được đề cử Hạng mục Nam diễn viên chính xuất sắc nhất tại Liên hoan phim Quốc tế Thượng Hải lần thứ 13 (2010) cho vai diễn chính trong phim Illusion Apartment (Căn hộ ma ám).
Tháng 05 năm 2014, anh tiếp tục được vinh danh với giải thưởng Nam diễn viên chính xuất sắc nhất tại Liên hoan phim San Diego IndieFest với vai diễn cảnh sát siêu nhiên trong phim kinh dị Twilight online. Cũng nhờ vai diễn này anh tiếp tục thắng giải Nam diễn viên chính xuất sắc nhất tại Liên hoan phim Accolade Global Film Competition vào cuối tháng 07 năm 2014.
| Năm  | Giải thưởng                                           | Hạng mục                          | Phim đề cử                                             | Kết quả    |
| ---- | ----------------------------------------------------- | --------------------------------- | ------------------------------------------------------ | ---------- |
| 2004 | Giải thưởng điện ảnh Hồng Kông lần thứ 23 (Kim tượng) | Nam diễn viên phụ xuất sắc nhất   | "Running on Karma" (Tên tiếng Việt: Đại hòa thượng)    | đề cử      |
| 2004 | Giải thưởng điện ảnh Kim Mã lần thứ 40                | Nam diễn viên phụ xuất sắc nhất   | Throw down (Tên tiếng Việt: Nhu đạo long hổ bang)      | đề cử      |
| 2005 | Golden Bauhinia Awards lần thứ 10                     | Nam diễn viên phụ xuất sắc nhất   | Throw down (Tên tiếng Việt: Nhu đạo long hổ bang)      | đề cử      |
| 2005 | Chinese Media Film Awards lần thứ 5                   | Nam diễn viên phụ xuất sắc nhất   | Throw down (Tên tiếng Việt: Nhu đạo long hổ bang)      | thắng giải |
| 2010 | Liên hoan phim quốc tế Thượng Hải lần thứ 13          | Nam diễn viên chính xuất sắc nhất | Illusion apartment (Tên tiếng Việt: Căn hộ ma ám)      | đề cử      |
| 2014 | San Diego IndieFest 2014                              | Nam diễn viên chính xuất sắc nhất | Twilight online (Tên tiếng Việt: Khủng bố tại tuyến)   | thắng giải |
| 2014 | Accolade Global Film Competition 2014                 | Nam diễn viên chính xuất sắc nhất | Twilight online (Tên tiếng Việt: Khủng bố tại tuyến)   | thắng giải |
| 2019 | Liên hoan phim quốc tế Thượng Hải                     | Nam diễn viên phụ xuất sắc nhất   | Guilt By Design (Tên tiếng Việt: Phán Quyết Thôi Miên) | thắng giải |

## Phim điện ảnh
| Năm  | Tên phim                                | Vai diễn                       | Ghi chú |  |
| ---- | --------------------------------------- | ------------------------------ | --- |  |
| 1989 | Hearts No Flowers                       |                                | |  |
| 1990 | Fatal Passion                           |                                | |  |
| 1993 | Double or Nothing                       |                                | TV-movie |  |
| 1993 | The Bare-Footed Kid/Chân không tiể tử   | Yuan Tien-Yu                   | tên khác: The Barefoot Kid tên khác: Young Hero |  |
| 1996 | Deadly Showdown                         | Ju Tin-long                    | TV-movie |  |
| 2000 | Spicy Aces                              |                                | |  |
| 2001 | The Bird of Prey/Chim săn mồi           | Lý Quốc Cơ                     | TV-movie |  |
| 2003 | Running on Karma                        | Đội trưởng Chung               | tên khác: An Intelligent Muscle Man/Đại hòa thượng, được đề cử Giải thưởng Kim Tượng 2004 - cho Hạng mục Nam diễn Viên phụ xuất sắc nhất |  |
| 2004 | Breaking News                           | Supt. Eric Yeung               | |  |
| 2004 | Nhu đạo long hổ bang                    | Boss Savage/ốpđại ca Càu Nhàu  | được đề cử Giải thưởng Kim Mã 2004 - cho Hạng mục Nam diễn viên phụ xuất sắc nhất, Đề cử Giải thưởng Golden Bauhinia Awards 2005 - cho Hạng mục Nam diễn viên phụ xuất sắc nhất, Đề cử và thắng giải Chinese Film Media Awards 2005- cho Hạng mục Nam diễn viên phụ xuất sắc nhất |  |
| 2005 | The Unusual Youth                       | Kwok Sir                       | |  |
| 2005 | Election                                | Mr. So                         | |  |
| 2005 | The House                               | Ray / Officer Wai              | |  |
| 2006 | McDull, the Alumni                      | Financial controller           | |  |
| 2006 | 2 Become 1                              | chồng của Penny                | |  |
| 2006 | Election 2                              | Mr. So                         | tên khác: Election 2: Harmony Is a Virtue tên khác:Triad Election |  |
| 2006 | Chó cắn chó                             | Trưởng thanh tra Sum           | |  |
| 2006 | Hợp Đồng Giết Thuê                      | Ma Ho-keung                    | |  |
| 2006 | Exiled                                  | Jeff                           | |  |
| 2006 | Wise Guys Never Die                     | Dragon                         | |  |
| 2007 | The Closet                              | Ngok Fung (Frank)              | |  |
| 2007 | Kidnap                                  | Sgt. Ho Chi                    | tên khác Chain Game |  |
| 2007 | Eye in the Sky                          | Senior Insp. Chan              | |  |
| 2007 | Beauty and the 7 Beasts                 | Tony                           | |  |
| 2007 | Brothers                                | Fruit stall keeper             | |  |
| 2007 | Mad Detective                           | One of Chi-Wai's personalities | |  |
| 2008 | Fatal Move                              | Law Ting-fat                   | |  |
| 2008 | Connected / Xin đừng gác máy            | Thám tử Trương                 | |  |
| 2009 | Gao Xing                                | Wei Da                         | |  |
| 2009 | A Very Short Life                       | Dennis Law                     | |  |
| 2009 | Coweb                                   |                                | |  |
| 2009 | The First 7th Night/Hồn về đòi mạng     | Trần Cường                     | tên khác Who is Him? tên khác False Memory tên khác 1st 7 Day |  |
| 2009 | Murderer                                | Ghost                          | |  |
| 2009 | Vengeance                               | Wolf                           | tên khác Revenge/Báo thù |  |
| 2009 | Poker King/Vua bài bạc                  | Phì                            | |  |
| 2009 | Kẻ Sát Nhân                             |                                | |  |
| 2010 | Bad Blood/Diệt môn                      | Andy                           | |  |
| 2010 | Illusion Apartment                      | Wang Tiancheng                 | Đề cử Liên hoan phim Quốc tế Thượng Hải 2011 - Hạng mục Nam diễn viên chính xuất sắc nhất |  |
| 2010 | All About Love                          | Robert                         | |  |
| 2010 | Lý Tiểu Long, anh trai tôi              | Cho Tat-Wah/Tào Đạt Hoa        | |  |
| 2011 | The Detective 2                         | Leung Wai-yip                  | |  |
| 2011 | The Loan Shark                          |                                | |  |
| 2011 | Trinh Thám B+                           | Lương Vỹ Hoa                   | |  |
| 2011 | Đoạt Mệnh Kim                           |                                | |  |
| 2013 | Đội chống tham nhũng                    | Su                             | |  |
| 2013 | Out of Inferno                          |                                | |  |
| 2013 | The Constable                           |                                | |  |
| 2013 | Firestorm                               |                                | |  |
| 2013 | The Four II                             |                                | đóng cặp với Châu Hải My trong vai cha mẹ Lưu Diệc Phi |  |
| 2013 | Cuộc chiến thuốc phiện                  | K'hẩu Thủy Tô                  | |  |
| 2014 | Golden Chicken 3                        |                                | |  |
| 2014 | Thoát khỏi biển lửa                     | Ah Thành                       | |  |
| 2014 | The Four III                            |                                | |  |
| 2014 | The Monkey King                         | Lý Tịnh                        | tên tiếng Việt: Đại náo thiên cung |  |
| 2014 | Khủng bố tại tuyến/Twilight online      | Thanh tra Gu                   | Đề cử và thắng giải Liên hoan phim San Diego IndieFest 2014 & Liên hoan phim Accolade Global Film Competition 2014 - Hạng mục Nam diễn viên chính xuất sắc nhất |  |
| 2015 | Thế thân/Substitute                     |                                | |  |
| 2015 | Blackhat                                |                                | |  |
| 2015 | Thông linh chi lục thể cố trạch         | Nhạo Tử Tuấn                   | |  |
| 2016 | Tam Nhân Hành                           | Hoắc Hiển Huy                  | |  |
| 2016 | Lửa Ngút Trời                           |                                | |  |
| 2016 | Tình Công Sở                            | Tôn Cường                      | |  |
| 2017 | Sắc Màu Cuộc Chiến // Mê Cung Trắng Đen | Xá Xíu                         | |  |
| 2017 | Cuộc Chiến Chống Web Đen                | Âu Dương                       | |  |
| 2017 | Bao Giờ Trăng Sáng                      | Cameo                          | |  |
| 2019 | Phán Quyết Thôi Miên                    | Đặng Triệu Cường               | đóng cùng Trương Gia Huy, Trương Hàn (diễn viên) |  |
| 2020 | New World (đang quay)                   |                                | |  |

## Phim truyền hình
| Năm       | Tên phim                                       | Vai diễn                                | Ghi chú                                                                                    |
| --------- | ---------------------------------------------- | --------------------------------------- | ------------------------------------------------------------------------------------------ |
| 1982      | Hong Kong '82                                  |                                         |                                                                                            |
| 1982      | Soldier of Fortune/Hương thành lãng tử         | sinh viên                               |                                                                                            |
| 1982      | Thiên long bát bộ                              |                                         |                                                                                            |
| 1982      | Săn diều hâu                                   |                                         |                                                                                            |
| 1983      | My Way                                         |                                         |                                                                                            |
| 1983      | The Bold Ones                                  |                                         |                                                                                            |
| 1985      | Hong Kong '85                                  | Cheung Cheung                           |                                                                                            |
| 1986      | Thần thám CID                                  | Lưu Chấn Huy                            | đóng cùng Trần Mẫn Nhi                                                                     |
| 1986      | Bang phái phong vân                            |                                         |                                                                                            |
| 1986      | Mười năm vàng son (phim 1986)                  | Điền Vĩnh Thái                          | đóng cùng Lưu Gia Linh, Thích Mỹ Trân, Tăng Hoa Thiên                                      |
| 1987      | The Seasons / Quý Tiết                         | Ho Jan-kwok                             |                                                                                            |
| 1987      | Tình ngang trái                                | Cung Khải Quan                          | lần đầu hợp tác với Châu Hải My                                                            |
| 1987      | The Making of a Gentleman/Thời vận             | Trình Vạn Lý                            | đóng cùng Cung Từ Ân                                                                       |
| 1988      | Danh môn                                       | Đoạn Ngọc Đỉnh                          | đóng cùng Lê Mỹ Nhàn                                                                       |
| 1988      | Fate Cast of the Wind                          |                                         |                                                                                            |
| 1988      | Võ lâm truyền kỳ                               | Yip Yun                                 | đóng cùng Châu Hải My, Tăng Hoa Thiên                                                      |
| 1988      | Đặc kích thần thám                             | Phan Kế Đăng                            | đóng cùng Nhậm đạt hoa, Khâu Thục Trinh                                                    |
| 1988      | Mưu đồ bá chủ                                  | Chu Kỳ Ngọc                             | đóng cùng La Gia Lương, Âu Dương Chấn Hoa, Tăng Hoa Thiên                                  |
| 1988      | Xác ướp kỵ binh                                | Lưu Hán Lương                           | đóng cùng Mao Thuần Quân                                                                   |
| 1989      | Vi tiểu bảo truyền kỳ                          | Vi Tiểu Bảo/Vương Tòng                  | đóng cùng Cung Từ Ân, Nhậm đạt hoa                                                         |
| 1989      | The Vixen's tale/Vạn Gia Truyền Thuyết         |                                         | đóng cùng Quách Tấn An, Đặng Tụy Văn                                                       |
| 1989      | Vui đời vui ta                                 |                                         | đóng cùng Francis Ng Chun-yu, Tăng Hoa Thiên                                               |
| 1990      | Ưu tuyệt thần thám                             | Dư Hán Xuyên                            | đóng cùng Thiệu Mỹ Kỳ                                                                      |
| 1990      | The Self Within                                |                                         |                                                                                            |
| 1990      | Tương Lai rực rỡ                               | Hầu Thế Kiệt                            | đóng cùng Châu Hải My, Vạn Tử Lương                                                        |
| 1990      | U kim huyết kiếm                               | Chu Quan Vũ                             | đóng cùng Châu Huệ Mẫn, La Gia Lương                                                       |
| 1990      | Quan trường sóng gió                           | Đoan Vương                              | đóng cùng Thiệu Mỹ Kỳ, Lưu Minh Tích                                                       |
| 1990      | Thất chức trượng phu                           | Ninh Nhật Lãng                          | đóng cùng La Gia Lương, Chung Thục Huệ                                                     |
| 1991      | A Tale of One City/Chuyện tình đôi ta          | Tất Thành Long                          | đóng cùng Trịnh Y Kiện                                                                     |
| 1991      | Tôi yêu vườn hoa hồng I                        | Tạ Địch Văn                             | đóng cùng Viên Vịnh Nghi                                                                   |
| 1991      | Tôi yêu vườn hoa hồng II                       | Tạ Địch Văn                             | đóng cùng Viên Vịnh Nghi                                                                   |
| 1991      | Người hùng Biên Ải                             | Diệp Khai                               | đóng cùng Tăng Hoa Thiên, Ngô Đại Dung                                                     |
| 1992      | Phá vòng biên giới                             | Lý Tô Đệ                                | đóng cùng Lý Lệ Trân, Lâm Bảo Di                                                           |
| 1993      | Kẻ lừa đảo trung thực                          | Kha Bình Thản                           | đóng cùng Châu Hải My                                                                      |
| 1993      | Lò võ thiếu lâm                                | Khổng Đề                                | đóng cùng Ôn Triệu Luân, Lê Tư (diễn viên), Lương tiểu băng                                |
| 1993      | Anh hùng Thượng Hải                            | Lạc Chấn                                | đóng cùng Thiệu Mỹ Kỳ                                                                      |
| 1993      | Ma đao hiệp tình                               | Khúc Nhẫn                               | đóng cùng Ôn Triệu Luân, Thái Thiếu Phân                                                   |
| 1994      | Phương Thế Ngọc và vua Càn Long                | Càn Long                                | đóng cùng Ngụy tuấn kiệt, Mã Đức Chung                                                     |
| 1995      | Mối tình nồng thắm                             | Quan Thiên Âm                           | đóng cùng Châu Hải My                                                                      |
| 1995      | Hồ sơ trinh sát II                             | Wong Tze-tou                            | đóng cùng Đào Đại Vũ, Quách Khả Doanh//xuất hiện tập 31 -> 33                              |
| 1996      | Liêu trai I                                    | Võ Thừa Hu                              | chương 2: hiệp nữ điền lang (ep 6 - ep 10) đóng cùng Tào Chúng                             |
| 1996      | Thiên địa nam nhi                              | Trần Phi Hành                           | đóng cùng Trịnh Thiếu Thu, Ngũ vinh vy, Cổ Thiên Lạc,...                                   |
| 1996      | Anh hùng thời xưa/Hội quần anh nhà đường       | Lý Thế Dân                              | đóng cùng Trần Diệu Anh, Lâm Gia Hoa,...                                                   |
| 1996      | Hương vị tình yêu                              | Trình Thượng Lễ                         | đóng cùng Vương Hỷ, Ngụy Tuấn Kiệt                                                         |
| 1996      | Lưỡng diện nhân                                | Dương Vân Thanh                         | đóng cùng Thái Thiếu Phân                                                                  |
| 1996      | Thiên thu oanh liệt truyện                     | Từ Hổ                                   | đóng cùng Lưu Đức Khải, Quan Vinh Hà,.. Phần 4 Từ Triệu - nói về Từ Hổ (tập 20 đến tập 25) |
| 1997      | Đại thích khách                                | Ung Chính                               | đóng cùng Trịnh Tắc Sĩ, Cổ Thiên Lạc, Tiền tiểu hào                                        |
| 1997      | Loan đao phục hận                              | Liễu Nhược Tùng                         | đóng cùng Ôn Bích Hà                                                                       |
| 1997      | Lệnh truy nã                                   | Liêm Chí Cương                          | đóng cùng Trần Pháp Dung                                                                   |
| 1998      | Đội hành động liêm chính 1998                  | Ko Jin-fai                              |                                                                                            |
| 1999      | Tuyết sơn phi hồ                               | Điền Quy Nông                           | đóng cùng Trần Cẩm Hồng, Xa Thi Mạn                                                        |
| 1999      | Hồ sơ trinh sát IV                             | Lạc Vĩ Cơ                               | đóng cùng Cổ Thiên Lạc, Trần Cẩm Hồng/xuất hiện từ tập 29 -> 33                            |
| 1999      | Vệ Sĩ                                          | Phó Chính Kiệt                          | đóng cùng Lâm Bảo Di, Trần Diệu Anh                                                        |
| 1999      | Đường vào vô tận                               | Đường Đại Tùng                          | đóng cùng Lâm Gia Đống, Lưu Ngọc Thúy                                                      |
| 1999      | Diệt tội tiên phong                            |                                         |                                                                                            |
| 2000      | Ỷ thiên đồ long ký                             | Dương Tiêu                              | Phát hành năm 2001/đóng cùng Đằng lệ minh                                                  |
| 2000      | Lực lượng phản ứng II                          | Dương Quang Chiếu                       | đóng cùng Âu Dương Chấn Hoa, Quan Vịnh Hà                                                  |
| 2001      | Bảy chị em                                     | Chou Jan-cheung                         | đóng cùng Hướng Hải Lam, Xa Thi Mạn                                                        |
| 2002      | Vẻ đẹp bị đánh cắp                             | Hoàng thượng/Triệu Húc                  | đóng cùng Trần Diệu Anh, Hướng Hải Lam                                                     |
| 2002      | Police Station No. 7                           | Diệp Gia Thanh                          | Phát hành năm 2004                                                                         |
| 2002      | Lofty Waters Verdant Bow/ Không thể khuất phục | Lee Ying                                | đóng cùng Lâm Phong Diệp Tuyền                                                             |
| 2003      | Anh hùng châu Á                                | Chen Qingwei                            | phim tuyên truyền chống bệnh dịch Sars - đóng cùng Châu Hải My & Huỳnh Nhật Hoa            |
| 2011      | Thâm cung điệp ảnh                             |                                         | đóng cùng Trịnh Gia Dĩnh                                                                   |
| 2011      | Lời hứa vội vàng                               | Tôn Gia An                              | đóng cùng Thương Thiên Nga                                                                 |
| 2013      | Thần thương thư kích                           | Cao Tấn Kiên                            | đóng cùng Châu Hải My, Tạ Thiên Hoa                                                        |
| 2015      | Hôn nhân bí mật                                | Vu Đức Vĩ                               | đóng cùng Trương Khả Di, Mã y Lợi                                                          |
| 2016      | Tính tại hữu tình/Come with me                 | Mạc Đại Hùng/Lâm Thời Viễn (trung niên) | đóng cùng Trần Mẫn Chi                                                                     |
| 2017      | Quý nàng hẩm phận                              | Trang Phú Hào                           | đóng cùng Trần Tùng Linh                                                                   |
| 2017      | Sứ đồ hành giả 2                               | Lê Thụy Quyền                           | khách mời                                                                                  |
| 2017      | Trạch thiên ký                                 | Giáo Tôn                                | đóng cùng Lộc Hàm, Cổ Lực Na Trát                                                          |
| 2018      | Phi hổ cực chiến                               | Lôi Trác Phong (Lôi Thần)               | đóng cùng Huỳnh Trí Văn                                                                    |
| 2019      | Bước vào kí ức của anh                         | Long tổng                               | đóng cùng Tống Nghiên Phi, Triệu Chí Vỹ                                                    |
| 2020      | Đồng tiền có tội                               | Vinh Mộc Đồng (Gordon)                  | đóng cùng Diêu Tử Linh, Dương Trác Na                                                      |
| 2020      | Cẩm tú nam ca                                  | Thẩm Đình Chương                        | đóng cùng Lý Thấm (vai cha nữ chính)                                                       |
| 2020      | Em rất thích anh                               | Lộ Nhậm                                 |                                                                                            |
| Đang quay | Phi hổ cực chiến 3                             |                                         |                                                                                            |